# Mareno di Piave
Mareno di Piave là một đô thị ở tỉnh Treviso trong vùng Veneto, có cự ly khoảng 45 km về phía bắc của Venice và khoảng 20 km về phía đông bắc của Treviso. Tại thời điểm ngày 31 tháng 12 năm 2004, đô thị này có dân số 8.583 người và diện tích là 27,8 km².
Mareno di Piave giáp các đô thị: Cimadolmo, Codognè, Conegliano, San Vendemiano, Santa Lucia di Piave, Spresiano, Vazzola.